# Lophomenia dorsocaeca
Lophomenia dorsocaeca is een Solenogastressoort uit de familie van de Pruvotinidae. De wetenschappelijke naam van de soort is voor het eerst geldig gepubliceerd in 2011 door Gil-Mansilla, Garcia-Alvarez & Urgorri.